# Héctor de Malba
Héctor Alfonso Rodríguez Pinzón (Zipaquirá, 21 de agosto de 1960) es un actor y director colombiano, conocido por su papel protagónico en la telenovela La madre en la que caracterizó a Don Andrés Bernal, y por formar parte de la exitosa producción de La Pola donde interpretó a Gaspar Alonso Valencia.

## Trayectoria
Héctor de Malba nació en Colombia en 1960. De orígenes italo-españoles, es el sexto de una familia de 7 hijos. Su infancia la pasó en su pueblo de nacimiento Cogua Cundinamarca, apenas llegado a su mayoría de edad, con su bachillerato y dos semestres de comercio internacional en la universidad Jorge Tadeo Lozano, decide como consecuencia de un grave accidente de tráfico, darle una dirección totalmente diferente e inesperada a lo que será su vida profesional.
En el comienzo de los años 80, los directores de televisión colombianos; Jaime Botero y Julio César Luna, le ponen el pie en el estribo de lo que hoy en día es su carrera artística. Pero sin experiencia y sin formación alguna, el joven de entonces ve que sus posibilidades de logro en el mundo de la actuación serán muy reducidas. Con la poca información de la que él disponía en esa época sobre el país galo, Francia, y con el apoyo de toda su familia, emprende viaje para París, la ciudad luz, cuna artística en general y del arte dramático en especial.
Seis meses le fueron necesarios para obtener los manejos básicos de la lengua francesa, condición primera para poder iniciar sus clases de actuación, tres años en la escuela Paul Weaver et Blanche Salant, l´Institut International de l´Acteur y Le Conservatoire de Paris 9.
Ahí, conoce y crea lazos de amistad con el maestro Italiano Vittorio Rossi, quien le sugiere terminar su formación en el teatro Romeo é Giullietta en Verona, Italia, con la tropa de teatro de este maestro. Héctor de Malba, recorrerá buena parte del país , actuando en piezas del repertorio (Fausto, Il Baccanti, Il Campiello, L´uomo dal fiore in bocca y Me l´a ditto Sarah).
De regreso a París y ya con cierta experiencia actoral, Héctor de Malba hará parte durante tres años de la tropa del director Francés de origen Ruso Robert Hossein, junto a quien interpretará obras como La liberté ou la mort y Le corrier De Lyon, escritas por Alain Decaud miembro de la Academia Francesa y ministro de la Francofonía; este ilustre personaje comunicará a Héctor la pasión por la historia Europea y Francesa precisamente.
Los años siguientes los pasa entre Italia y Francia en función de las producciones teatrales, de televisión y de su formación musical (solfeo y lectura musical). Este aprendizaje le era necesario para poder llevar a cabo su nuevo trabajo al lado del maestro italiano Vittorio Rossi, quien lo nombra sub-director de sus puestas en escena de grandes obras del repertorio operático. Con él, Héctor De Malba recorrerá el mundo, Verona, Palermo, Luxor, Zúrich, Frankfurt, Londres, Montréal, Sídney y París. Con obras como La Traviata, Carmen, Nabucco, Turandot o Aida, por las cuales De Malba fue el brazo derecho del gran maestro Vittorio Rossi quien le enseñó la pasión por la música y el canto, Héctor de Malba es lo que se llama en el medio operático , una voz de tenor dramático.
Desde entonces Héctor de Malba ha participado en las mejores producciones del Canal RCN, siendo la más reciente la producción llamada La Pola, serie dirigida por Sergio Cabrera en la que asumió el personaje de Gaspar Alonso De Valencia, serie coproducida por Sony entertenement o en Kdabra coproducida por FOX Telecolombia, donde interpretó al mago misterio.
Ha trabajado con los grandes de la televisión, el cine y el teatro en Francia. Lleva 10 años recorriendo el mundo, por temporadas, como subdirector de una prestigiosa compañía de ópera y en Colombia lo conocimos por haber protagonizado la telenovela La madre, en la que caracterizó a don Andrés Bernal, el personaje protagónico de la telenovela del canal RCN, junto a Margarita Rosa de Francisco.

## Su llegada a Francia
A París llegó en mayo de 1983 con tan solo 2.000 francos en su bolsillo y el sueño de convertirse en actor de teatro. El viaje de ese entonces era para él una verdadera locura pues lo único que sabía al llegar al aeropuerto francés era que estaba solo en un extraño país y quería ser actor.
Allí solamente conocía a una mujer con quien había hablado telefónicamente dos meses atrás, pero finalmente no fue ella quien lo ayudó sino una ecuatoriana quien le tendió la mano y le dio alojamiento mientras comenzaba a trabajar. El segundo paso fue entonces inscribirse en la Alianza Francesa y en el Centro Beaubourg, donde se dedicó durante seis meses, seis horas al día, a aprender y luego perfeccionar el idioma francés.
En realidad Hector De Malba tuvo que luchar minuto a minuto para lograr su objetivo y sus jornadas eran de 20 horas diarias. Primero comenzó sirviendo mesas y luego llegó a administrador de un restaurante de la cadena Quiq Hamburguer, al mismo tiempo que continuaba sus estudios del idioma y cumplía religiosamente con sus clases de teatro en el Conservatorio de París. Cinco años y 700 horas de práctica después se graduó y comenzó a trabajar en lo suyo logrando hacer dos temporadas consecutivas de teatro clásico con el director Robert Hossein en el Palais des Sports de París.
Ya con algunas satisfacciones y gracias a su físico, este colombiano emprendedor logró vincularse como modelo a la casa Guy Laroche. Más tarde su experiencia en este campo lo llevó a realizar comerciales de televisión para Renault, cigarrillos Gitane, Diners Club, Chanel y varias firmas comerciales más.
Su trabajo y sus constantes viajes lo obligaron a aprender entonces otros idiomas y hoy domina perfectamente además del francés, el inglés y el italiano.
Pero allí no paró su inquietud por perfeccionarse y comenzó a estudiar canto con Michel Dottaviani, quien aún es su profesor privado, y además decidió aprovechar las ventajas de la educación pública francesa, por lo que más adelante estudió canto y danza de jazz moderno y comenzó a trabajar con pequeños papeles en la Ópera de París, donde apareció en las obras Bayadere y Giselle.
En televisión representó un importante personaje en una serie llamada Riviera, el mundo de los perfumes, que fue grabada en inglés.
En el cine participó en cuatro películas: Lasenaire, La tía Daniela, Los dos papás y la mamá y L’aventure humaine.
Sin haber abandonado su teatro y su trabajo en la ópera, se le presentó la oportunidad de su vida al enterarse de que el director de la Opera de Verona en Italia, Vittorio Rossie, estaba realizando un concurso a largo plazo para encontrar un asistente de dirección, cargo para el cual el candidato debía leer música, cantar y conocer cada detalle de un montaje.
Su deseo de superación y su ya férrea disciplina llevaron a este colombiano, oriundo de la ciudad de Zipaquirá, a ingresar a una escuela privada donde estudió piano y lectura musical. Al cabo de algunos meses se realizó el concurso y él lo ganó. Como asistente de Rossie hizo una extensa gira por Zúrich, Sídney, El Cairo, varias ciudades de Alemania, Canadá e Inglaterra donde culminaron con una presentación privada para el Príncipe Carlos y su esposa, la desaparecida Diana Spencer.
Los siguientes son los datos de los principales trabajos de Héctor de Malba realizados en los últimos años.  
En 1996 actuó en la película Les Deux Papas et la maman. En 1998 actuó en la película La aventura humana.
Hoy, De Malba está terminando un libreto para cine titulado Broder of Blood, cuyos papeles protagónicos están destinados a Al Pacino y Andy García. Por otra parte, terminó el guion del cortometraje Amnesia, que va a protagonizar y dirigir. Sus compañeros de reparto serán Chiara Mastroianni (hija de Marcello Mastroianni) y Christian Vadim (hijo de Catherine Deneuve y Roger Vadim).
En el 2000 participó en la serie Rêve Brisé, grabada en Saint Tropez para la TF1, la cadena televisiva más importante de Francia.
En 1999 protagonizó la serie Island Detectives, grabada en Saint Marteen para la TF1. En 1998 formó parte del elenco de la serie Leroi des Coeurs, realizada también para la TF1. 

## Ópera
Durante los últimos diez años ha trabajado como subdirector de puesta en escena de la compañía de ópera de Vittorio Rossie, con sede en París, en la gira mundial que ha visitado Italia, Suiza, Alemania, Egipto, Australia, Canadá e Inglaterra, con obras de Verdi, Puccini y Mozart.
En 1996, también como subdirector de puesta en escena manejó las presentaciones de la ópera Carmen, con la participación de José Carreras en Stuttgart (Alemania) y Basilea (Suiza).

## Filmografía

### Televisión
| Año  | Título                              | Personaje                 | Personaje          | País     |
| ---- | ----------------------------------- | ------------------------- | ------------------ | -------- |
| 1989 | La Milliardaire                     |                           | France2            | Francia  |
| 1990 | Le Courrier de Lyon                 |                           | France2            | Francia  |
| 1992 | Riviera                             |                           | TF1                | Francia  |
| 1994 | Le Jap                              |                           | France2            | Francia  |
| 1995 | Eternamente Manuela                 | Gabriel Escudero          | Canal RCN          | Colombia |
| 1996 | Les Vacances de l´amour             |                           | TF1                | Francia  |
| 1997 | Jamais deux sans toit               | Roberto                   | TF1                | Francia  |
| 1998 | La madre                            | Andres Bernal             | Canal RCN          | Colombia |
| 1999 | Island detectives                   |                           | TF1                | Francia  |
| 2000 | 72 heures                           |                           | TF1                | Francia  |
| 2005 | Merlina, mujer divina               | Benjamin Gonsalez         | Canal RCN          | Colombia |
| 2006 | L´Ëtat de grâce                     | Nelson Moretti-Bermudez   | France2            | Francia  |
| 2008 | Sin retorno                         | Carlos Ceballos           | Canal RCN          | Colombia |
| 2008 | Las detectivas y el Víctor          | Orlando "El cerrajero"    | Canal RCN          | Colombia |
| 2009 | Kdabra                              | Misterio                  | Fox Premium        | Colombia |
| 2010 | Los caballeros las prefieren brutas | Leandro                   | Caracol Televisión | Colombia |
| 2010 | La Pola                             | Gaspar Alonso de Valencia | Canal RCN          | Colombia |
| 2011 | Infiltrados                         |                           | Caracol Televisión | Colombia |
| 2012 | Mysteres de l'amour                 | Pablo                     |                    | Francia  |
| 2014 | La viuda negra                      | Alejandro Buendia         | UniMás             | Colombia |
| 2014 | En la boca del lobo                 | Juan De Dios Duque        | UniMás             | Colombia |
| 2016 | La esclava blanca                   | Martín King               | Caracol Televisión | Colombia |

## Cine
| Año  | Título             | País    |
| ---- | ------------------ | ------- |
| 1993 | Tatie Danielle     | Francia |
| 1993 | Le Tronc           | Francia |
| 1994 | Lacenaire          | Francia |
| 1995 | Les Deux Papas     | Francia |
| 1997 | L´aventure Humaine | Francia |

## Teatro
En 1986 actuó en la obra Le courrir de Lion durante una temporada de seis meses en el Palais des Sports de París. En 1988 actuó en la obra La Liberté ou la mort durante una temporada de ocho meses en el teatro Palais des Congrès. En 2013 interpretó al tío en la obra H et Gretel.

## Publicidad
En 2013 protagonizó el papel de "Le dermatologue" en "La Roche Posay", publicidad realizada en Francia. En 2014 Rôle de "l'oncle" Hansel et gretel. Opéra national de Paris.

## Nexos con Colombia
Para Héctor de Malba su acercamiento a la televisión colombiana se hizo a través de Mauricio Navas quien inicialmente lo recomendó para el papel de Felipe Sáenz, cuando RCN planeaba realizar “La Otra mitad del sol”.
En aquella oportunidad no se pudo llegar a un acuerdo debido a los compromisos que De Malba tenía en Europa, pero al quedar en los archivos de casting de la programadora fue seleccionado hace dos años para actuar en “Eternamente Manuela” en donde interpretó al abogado Gabriel Escudero.
Luego viajó al Canadá, Italia y Francia a seguir con su exitosa carrera en el teatro, el cine y la ópera y hace ocho meses regresó a Colombia cuando le ofrecieron el papel protagónico de “La Madre”, con libretos de Mónica Agudelo y la dirección de Pepé Sánchez.
Aunque añoraba París, la ciudad que lo acogió como hijo adoptivo durante tantos años y en la que se encuentra su hija, el gran amor de su vida, Héctor aprovecha sus cortas temporada en Colombia para visitar de cuando en cuando su natal Zipaquirá y compartir con su familia y los pocos amigos que aún le quedan de aquella época cuando él era un joven que no podía sacarse de la cabeza el sueño de conquistar el mundo.
- Datos: Q3144570